# Katrin Splitt
Katrin Splitt (* 11. August 1977) ist eine deutsche Rudersportlerin; sie nahm an den Paralympischen Sommerspielen 2012 in London teil.

## Biografie
Katrin Splitt ist eine Sportlerin. Sie stammt aus Berlin, der Stadt, in der sie sich auch dem Rudersport widmete. Ihre Disziplin war dabei der Mixed Vierer mit Steuerfrau. Als Steuerfrau in ihrem Verein war sie so erfolgreich, dass sie in die deutsche Nationalmannschaft berufen wurde. Mit der deutschen Ruder-Mannschaft nahm sie an den Paralympischen Sommerspielen 2012 in London als Steuerfrau des LTA Mixed Vierer mit Steuerfrau teil und gewann dabei in der Besetzung Anke Molkenthin, Astrid Hengsbach, Tino Kolitscher, Kai Kruse und ihr als Steuerfrau in der Zeit von 3:21,44 hinter der britischen Crew eine Silbermedaille.
Für diesen Erfolg wurde sie vom Bundespräsidenten Gauck mit der Mannschaft am 1. September 2012 mit dem Silbernen Lorbeerblatt ausgezeichnet.